# GFW Super X Cup (2017)
GFW Super X Cup (2017) é um torneio de luta livre profissional produzido pela Total Nonstop Action Wrestling. Esta é a primeira edição do evento desde 2005. O torneio é composto por oito lutadores: Dezmond Xavier, Davey Richards, Andrew Everett e Idris Abraham representando a Total Nonstop Action Wrestling/Global Force Wrestling, ACH representando a All American Wrestling, Drago representando a Lucha Libre AAA Worldwide, Sammy Guevara representando a Wrestle Circus e Taiji Ishimori representantando a Pro Wrestling Noah.

## Lutas
|  | Quartas de final (TV - GFW Impact!) | Quartas de final (TV - GFW Impact!) |                |     | Semifinais (TV - GFW Impact!) | Semifinais (TV - GFW Impact!) |  |  | Final (TV - GFW Impact!: Destination X) | Final (TV - GFW Impact!: Destination X) |
|  |                                     |                                     |                |     |                               |                               |  |  |                                         |                                         |
|  |                                     |                                     |                |     |                               |                               |  |  |                                         |                                         |
|  |                                     |                                     |                |     |                               |                               |  |  |                                         |                                         |
|  | Dezmond Xavier                      | Pin                                 |                |     |                               |                               |  |  |                                         |                                         |
|  | Dezmond Xavier                      | Pin                                 |                |     |                               |                               |  |  |                                         |                                         |
|  | Idris Abraham                       | 11:57                               |                |     |                               |                               |  |  |                                         |                                         |
|  | Idris Abraham                       | 11:57                               | Dezmond Xavier | Pin |                               |                               |  |  |                                         |                                         |
|  |                                     |                                     | Dezmond Xavier | Pin |                               |                               |  |  |                                         |                                         |
|  |                                     | Drago                               |                |     |                               |                               |  |  |                                         |                                         |
|  | Drago                               | Pin                                 |                |     |                               |                               |  |  |                                         |                                         |
|  | Drago                               | Pin                                 |                |     |                               |                               |  |  |                                         |                                         |
|  | Sammy Guevara                       | 4:38                                |                |     |                               |                               |  |  |                                         |                                         |
|  | Sammy Guevara                       | 4:38                                | Dezmond Xavier | Pin |                               |                               |  |  |                                         |                                         |
|  |                                     |                                     | Dezmond Xavier | Pin |                               |                               |  |  |                                         |                                         |
|  |                                     | Taiji Ishimori                      |                |     |                               |                               |  |  |                                         |                                         |
|  | ACH                                 | Pin                                 |                |     |                               |                               |  |  |                                         |                                         |
|  | ACH                                 | Pin                                 |                |     |                               |                               |  |  |                                         |                                         |
|  | Andrew Everett                      | 6:25                                |                |     |                               |                               |  |  |                                         |                                         |
|  | Andrew Everett                      | 6:25                                | ACH            |     |                               |                               |  |  |                                         |                                         |
|  |                                     |                                     |                |     |                               |                               |  |  |                                         |                                         |
|  |                                     | Taiji Ishimori                      | Pin            |     |                               |                               |  |  |                                         |                                         |
|  | Davey Richards                      | Taiji Ishimori                      | Pin            |     |                               |                               |  |  |                                         |                                         |
|  |                                     |                                     |                |     |                               |                               |  |  |                                         |                                         |
|  | Taiji Ishimori                      | Pin                                 |                |     |                               |                               |  |  |                                         |                                         |
|  | Taiji Ishimori                      | Pin                                 |                |     |                               |                               |  |  |                                         |                                         |